# Winstanleyita
La winstanleyita és un mineral de la classe dels òxids. Va ser anomenada en honor de Betty Jo Winstanley Williams, mineralogista aficionada que va recollir els primers espècimens del mineral.

## Característiques
La winstanleyita és un òxid de fórmula química TiTe4+
3O₈. Cristal·litza en el sistema isomètric. Apareix en forma de cubs, rarament modificats per octaedres, amb cares còncaves, de fins a 0,5 mm, en grups emmerlats. La seva duresa a l'escala de Mohs és 4.
Segons la classificació de Nickel-Strunz, la winstanleyita pertany a «04.JK - Tel·lurits sense anions addicionals, sense H₂O» juntament amb els següents minerals: walfordita, spiroffita, zincospiroffita, balyakinita, rajita, carlfriesita, denningita, chekhovichita, smirnita, choloalita, fairbankita, plumbotel·lurita, magnolita, moctezumita, schmitterita i cliffordita.

## Formació i jaciments
La winstanleyita va ser descoberta a la mina Grand Central (Arizona, Estats Units) en granodiorita fortament alterada i pirititzada, en un abocador d'un dipòsit hidrotermal de minerals d'Au-Te; associada a jarosita, clorargirita, rodalquilarita i òpal. També ha estat descrita en el pou Wendy i la mina Tambo, ambdós indrets situats a la província d'Elqui (Coquimbo, Xile).